# Twana
Twana (Tu-a'd-hu, Tuwaduh; vlastiti nazivi), indijanski narod ili grupa od 3 plemena (Quilcine, Tulalip, Skokomish) porodice Salishan nastanjeni na obje strane Hood Canala u američkoj državi Washington. Danas pod imenom Skokomish žive na rezervatu Skokomish u Washingtonu.

## Ime
Twana, u značenju "a portage," sami sebe nazivali su Tu-a'd-hu ili Tuwaduh, dok naziv Skokomish (vidi), dobivaju po vodećoj skupini. Indijanci Luckiamute nazivali su ih Wi'lfa Ampa'fa ami'm. Značenja ovih naziva nisu poznata. 

## Jezik
Jezik twana, ima više dijalekata, a zajedno s jezicima Indijanaca Lushootseed ili Puget Sound Salish, Southern Puget Sound Salish, Skagit i Snohomish čine posebnu skupinu u porodici Salishan. 

## Plemena
Eels (1877) navodi 3 plemenske skupine Twana, ali ukupno ih je bilo 9 (Dabop, Quilcine, Dosewallips, Duckabush, Vance Creek, Hoodsport, Tahuya, Duhleap i Skokomish), od kojih su najveći bili Skokomish. Edward S. Curtis navodi za njih 5 stalnih naselja:
- Kolsid (Squilsedbish, Saulsedbsh, Quilcene), na zaljevima Quilcene i Dabop Bay. Ova skupina poznata je i kao Quilcene ili Colcine.
- Skokomish (Skokobsh), oko Annas Baya i uz rijeku Skokomish. danas na rezervatu Skokomish.
- Slchoksbish, na obje obale Hood Canala, od Seabecka i Oak Harbora do Squamish Harbor i Port Gamble.
- Soatlkobsh ("Middle People"), na obje obale Hood Canala
- Tulalip (Du-hle-lips, Chlelapgh), obje obale kanala pa do Union Cityja

## Sela
Smith (1941) nabraja njihova sela:
- Habha'b, na ušću rijeke Hamma Hamma River, pritoke Hood Canala.
- Li'liwap, na Hood Canal.
- Skoko'bsh, na ušću Skokomish Rivera.
- Tule'lalap, na ušću Mission Creeka u Hood Canal.
- Dva 'grada' u Duckabushu i Brinnonu.

## Etnografija
Twane su jedna od plemenskih grupa iz skupine Coast Salisha koja u području fjorda Hood Canala poglavito žive od ribolova i kopanja korijenja, te u manjoj mjeri i od lova. Ovaj kraj pripada kulturnom području Sjeverozapadne obale, tako da je kultura ovih plemena prilično jednoobrazna. Muškarci se bave lovom i ribolovom. Žene su zadužene za kopanje korijenja i sakupljanje gljiva, te školjaka uz obalu. Kanu je glavno transportno sredstvo, a poznaju ga u tri razna oblika, od kojih najveći služi za prijevoz robe za trgovinu s ostalim plemenima. 
Twane poznaju dvije glavne ceremonije koje se održavaju jednom godišnje, a to su First Salmon Ceremony, kojim počinje sezona lova na lososa, a očuvao se i danas kod Indijanaca Chehalis, Nisqually, Shoalwater Bay, Skokomish i Squaxin Island. Druga ceremonija je First Elk Ceremony, koja se također očuvala do današnjih dana.
Poznati su po košaraštvu.

## Vanjske poveznice
- The Skokomish Tribe of Indians
- Twana  Arhivirana inačica izvorne stranice od 17. listopada 2007. (Wayback Machine)
- Hamlets line canal's west shore  Arhivirana inačica izvorne stranice od 22. listopada 2007. (Wayback Machine)
- Skokomish Indian Tribe